# Intervention militaire du Kenya en Somalie
Guerre civile somalienne
Batailles
- Force d'intervention unifiée
- Mogadiscio

Guerre civile somalienne (depuis 2006)
- Intervention militaire du Kenya
- 2e Kismaayo
- Buulo Mareer
- Lego
- Janale
- Al-Adde
- Halgan
- Kolbiyow

Attaques d'Al-Shabbaab au Kenya
- Westgate
- Garissa
- Nairobi

L'intervention militaire du Kenya en Somalie, nom de code opération Linda Nchi (« protéger le pays » en swahili), est une offensive coordonnée des armées kényane et somalienne du gouvernement fédéral de transition dans le cadre de la guerre civile somalienne. Elle débute à partir du 16 octobre 2011,, lorsque des troupes en provenance du Kenya franchissent la frontière, dans les zones de conflit du sud de la Somalie. Les soldats étaient à la poursuite de miliciens d'Al-Shabaab, accusés d'avoir enlevé plusieurs touristes étrangers et travailleurs humanitaires au Kenya.

## Vue d'ensemble
Selon l'Associated Press, le Kenya n'avait pas participé aussi activement dans le conflit du sud de la Somalie avant cette opération. L'armée kényane est considérée comme inexpérimentée et des doutes planent sur sa capacité à mener des opérations d'aussi grande envergure, selon des reporters présents à Nairobi.
Bien que l'ambassadeur de Somalie au Kenya, Mohamed Ali Nur, a été cité comme disant « Nous ne pouvons pas permettre à tout pays de nous envahir », l'incursion aurait été coordonnée avec et à l'instigation de l'armée somalienne. Yusuf Abdi, un général de l'armée somalienne, a indiqué que les troupes kényanes ont agi de concert avec l'armée somalienne : « Notre voisin, le Kenya, est entièrement disposé à nous soutenir militairement et notre mission est de conduire Al-Shabaab hors de la région. »
Le porte-parole du gouvernement fédéral de transition, Abdirahman Omar, a par la suite confirmé ces propos, indiquant que « les gouvernements somalien et kényan coopèrent désormais dans la lutte contre Al-Shabaab ». Le ministre de la Défense kényan, Mohamed Yusuf Haji (d'origine somali), fer de lance de l'opération, aurait signé un pacte avec la Somalie, qui prévoit de « coopérer en matière de sécurité entreprise et d'opérations militaires », notamment « coordonner des actions préventives ».
Le groupe islamiste Al-Shabaab nie officiellement avoir enlevé des travailleurs étrangers. Cheikh Ali Mohamud Rage, un porte-parole du groupe, a déclaré que ses combattants attaqueraient le Kenya si les troupes kényanes refusent de se retirer du territoire somalien. Il a également affirmé que les bombardements aériens perpétrés par l'aviation kényane avaient causé des dommages aux infrastructures civiles et des victimes. Selon Al Jazeera, le groupe islamiste s'est dépeint comme une force de résistance contre les forces d'occupation étrangères et a exhorté les résidents locaux à prendre les armes contre les soldats kényans.

## Déroulement de l'intervention

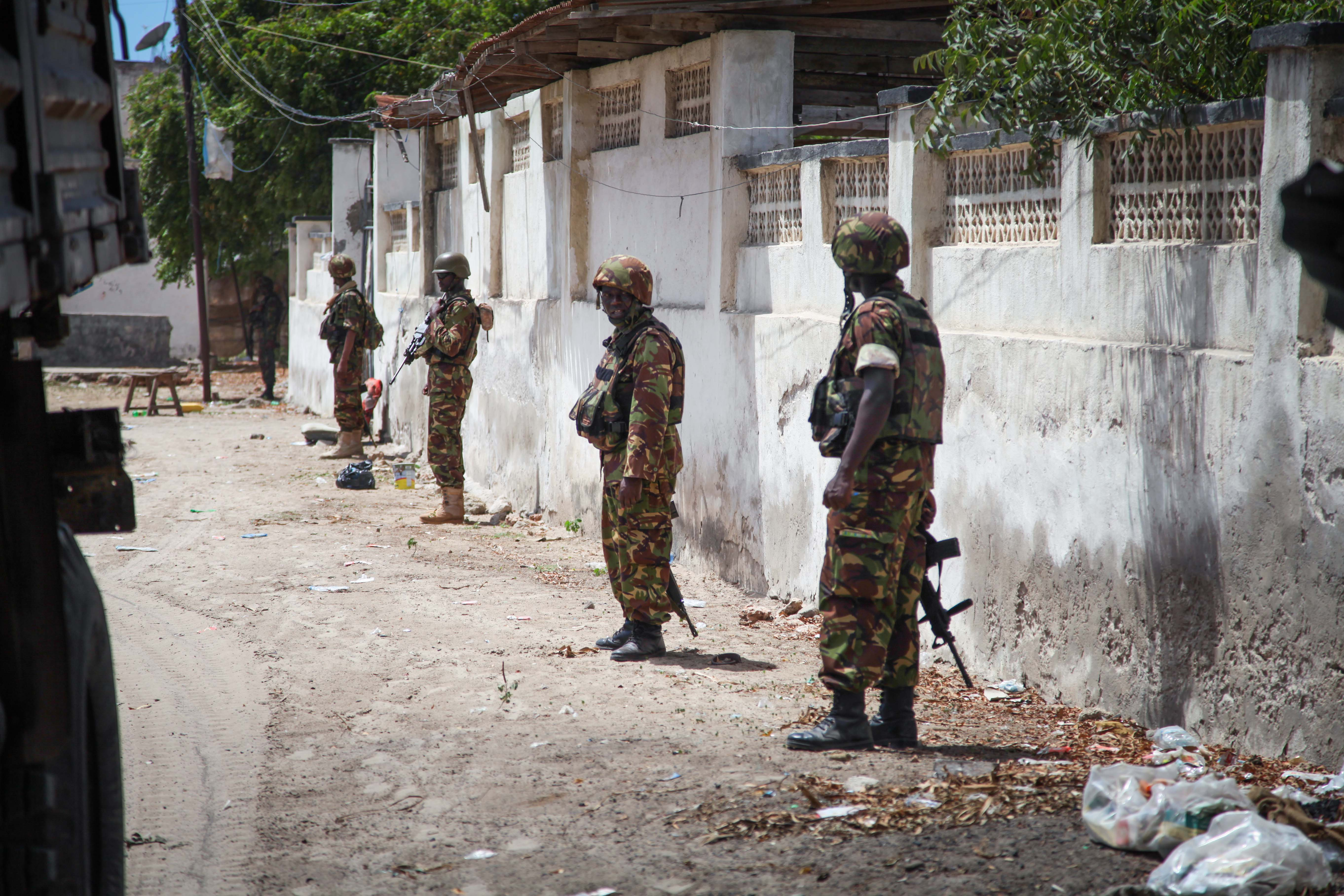
Soldats kényans en Somalie

### 2011
Le 17 octobre 2011, les médias indiquent que les forces du gouvernement fédéral de transition ont pris le contrôle de la ville de Qoqani. Le soutien aérien de l'armée kényane aurait aidé à sa prise, des hélicoptères d'attaque bombardant les positions d'Al-Shabaab. Certains rapports ont également suggéré l'implication des États-Unis, bien que les responsables somaliens et kényans affirment que le Kenya et la Somalie ont seulement participé aux affrontements.
Le porte-parole du GFT, Abdirahman Omar Osman, indique que les troupes kényanes ne fournissent qu'un soutien militaire et logistique et que ce sont les officiers militaires somaliens qui mènent l'ensemble des opérations contre Al-Shabaab. Le nombre de pertes est inconnu. Un des quatre hélicoptères Harbin Z9 reçus en 2010 aurait été perdu en raison d'une panne mécanique alors qu'il menait des opérations de soutien dans la ville de Liboi contre les islamistes d'Al-Shabaab. 5 soldats kényans sont morts dans le crash. L'opération a ainsi impliqué des soldats, des hélicoptères et des avions de combat. Au moins deux bataillons de 800 hommes de l'armée kényane ont participé à l'offensive utilisant des véhicules blindés tels des AML 90 achetées à 72 exemplaires dans les années 1980 et MRAP sud-africains.
Une voiture piégée a explosé à Mogadiscio lorsque les ministres kényans ont visité la capitale somalienne le 18 octobre 2011, faisant au moins deux morts et 15 blessés. Selon un porte-parole de l'armée kényane, la progression vers Afmadow le même jour est ralentie en raison de fortes pluies et d'un terrain boueux. Des témoins oculaires rapportent toutefois qu'Al-Shabaab serait parvenu à capturer des camions kényans et aurait acheminé des troupes fraîches à Afmadow et commencé à construire un système de retranchement.
Le 21 octobre 2011, l'autorité intergouvernementale pour le développement (Intergovernmental Authority on Development, IGAD) se réunit à Addis-Abeba et accepte à l'unanimité de soutenir les opérations militaires coordonnées dans le sud de la Somalie entre l'armée kényane et les forces du Gouvernement fédéral de transition. Le vice-premier ministre éthiopien, Hailemariam Dessalegn, indique également que son pays pourrait rejoindre la campagne militaire, étant donné que « l'objectif à long terme est d'éradiquer Al-Shabaab de Somalie et c'est le bon moment puisque l'offensive montre qu'Al-Shabaab est à sa fin ».
Le 23 octobre 2011, selon des officiels de l'armée kényane, la Marine française bombarde des positions d'Al-Shabaab sur la côte somalienne près de Kuday. Des frappes aériennes contre Al-Shabaab sont également attribuées par le Kenya à la France et aux États-Unis, bien que ni le gouvernement français ni le gouvernement américain n'aient confirmé leur participation au conflit et que le colonel Thierry Burkhard, porte-parole de l'état-major des armées française, déclare qu'« Aucune force française n'est engagée en Somalie », et qu'aucun tir contre des objectifs à terre n'avait été effectué depuis un navire français.
En revanche, à la demande des autorités du Kenya, la France apporte un soutien logistique limité. Un avion C-160 Transall transporte du matériel entre Nairobi et la base de Wajir, point de départ de certaines opérations militaires kényanes en Somalie au début de l'offensive puis entre les 26 et 28 décembre, le navire collecteur de renseignements Dupuy-de-Lôme se trouve fin octobre dans le port kényan de Mombasa et l'ambassadeur des États-Unis à Nairobi, Scott Gration, a évoqué « un solide programme de formation » de l'armée kényane et la livraison de « matériel, notamment de radars, pour renforcer le contrôle de la frontière ».
Le 24 octobre 2011, une grenade F1 explose dans une discothèque de la capitale kényane, Nairobi, blessant 14 personnes. La police locale accuse les islamistes d'Al-Shabaab d'avoir perpétré l'attentat. Les forces kényanes annoncent dans la même journée qu'elles s'attendent à de rudes combats près d'Afmadow.
Le jeudi 27 octobre 2011, le premier affrontement a lieu quand 45 combattants islamistes ont attaqué une colonne de l'armée kényane du côté de Tabto, près de la ville frontalière de Dhobley. Les soldats kényans cherchaient à rejoindre Qoqani pour « renforcer leurs positions avancées ». Le Kenya déclare avoir eu 2 blessés dans ses rangs et tué 9 miliciens tandis que les shebab ont affirmé avoir tué 15 soldats « ennemis » et détruit cinq véhicules militaires[réf. nécessaire].
Le même jour, 4 fonctionnaires kényans ont été tués dans l'attaque au lance-roquettes de leur voiture près de la ville de Mandera.
Le Kenya déclare que l'Érythrée ravitaille les shebabs. Le 4 novembre, la marine kényane coule 2 bateaux et déclare que 18 militants shabaab sont morts. Un journal local estime qu'il s'agit d'une bavure et que cela a coûté la vie à au moins 7 pécheurs kényans . Des actes de guérilla de la part des Shebabs ont lieu sporadiquement.
Les 19 et 20 novembre 2011, quelques troupes éthiopiennes pénètrent en territoire somalien pour des missions de reconnaissance.
Le 24 novembre 2011, les armées kényane et somalienne déclarent que leurs forces, soutenues par des hélicoptères, ont détruit la base shebab de Hawina, au lendemain du bombardement de deux bases situées près de Badade. Au moins deux attentats à la grenade ont lieu dans la ville-frontière kényane de Garissa faisant au moins trois morts et vingt-sept blessés. Un soldat kényan est mort et quatre autres ont été blessés dans l'explosion d'un camion de l'armée près de la frontière avec la Somalie, à Mandera.
Le 25 novembre, l'Éthiopie a annoncé qu'elle prévoyait d'envoyer des forces en Somalie « pour une courte période », afin d'aider les forces du TFG, de l’AMISOM et du Kenya à lutter contre Al Shebab. Le port de Kismaayo qui est devenu la place forte des Shahab depuis que ceux-ci se sont retirés de Mogadiscio fait l'objet d'un blocus aéronaval retirant ainsi aux Shababs l’une de leurs plus importantes sources de revenu : les taxes portuaires des navires qui y accostent et celles levées sur les marchandises de contrebande destinées au Kenya outre au charbon de bois qui est exporté au Moyen-Orient.
Durant le mois de décembre 2011, on recense 15 attaques à la grenade et utilisation d'engin explosif improvisé dans les régions du nord du Kenya, où vivent environ 463 000 réfugiés, principalement Somaliens.

### 2012
Au début janvier 2012, les combats se déroulent toujours dans la région de Jubbada Hoose mais les forces terrestres kényanes n'ont pas encore assiégé Kismaayo.
Le 2 février 2012, la ville de Badhadhe, à 180 km au sud de Kismayo, est prise par le Kenya après de violents combats, coupant une des lignes logistiques des Shebabs.
Le 14 février, l'armée kényane affirme avoir perturbé 75 des capacités de financement des Shebabs. Sur le plan politique, le Kenya comptait faire du Jubaland une zone tampon, via la mise sur pied d'une force locale de sécurité et avait pour cela entraîné des Somaliens au Kenya mais l'idée a fait chou blanc et le soutien occidental sous forme d'aide militaire, sur lequel comptait le Kenya s'est avéré modeste. J. Peter Pham, du centre de réflexion Atlantic Council déclare que « Les responsables kényans étaient sérieusement déconnectés de la façon dont le monde fonctionne s'ils sont partis en guerre sans les liquidités adéquates et comptaient sur la communauté internationale ».
Le 24 mars, les opérations continuent et le ministère de la Défense demande une rallonge urgente de 12,5 milliards de shillings kényan (110 millions d'euros) pour financer les opérations mais ce sont plus de 21 milliards qui sont nécessaires pour terminer l'année fiscale.
Début juin 2012, le contingent kényan officiellement de 4 631 soldats, selon le décompte a été intégré à la Mission de l'Union africaine en Somalie. Le premier ministre kényan, Raila Odinga, demande de l'aide de l'Union européenne et des États-Unis pour conquérir le port somalien de Kismaayo dont la population est estimée entre 160 000 et 190 000 habitants en 2012 d'ici août 2012 avec les autres groupes internationaux qui sont en Somalie.
Des attentats au Kenya frappent régulièrement, ainsi le 10 mars 2012, une grenade lancée dans un bus à Nairobi fait 6 morts et 70 blessés et le 1er juillet 2012, lorsque dix-sept personnes ont été tuées dans l'attaque de deux églises menée par des hommes armés à Garissa, une ville de l'est du Kenya proche de la Somalie.
Le vendredi 28 septembre 2012, les forces kényanes et gouvernementales somaliennes sous le commandement du brigadier-général Anthony Ngere, commandant du contingent Kényan de l'AMISOM entrent dans Kismaayo après avoir, entre autres débarqué sur la plage en déployant un total de 7 navires, avec un soutien héliporté, blindé et d'artillerie. Dans la nuit, les Shebabs annoncent leur repli de la ville. Les pertes à déplorer pour l'AMISOM sont estimées à 118 morts et 60 blessés.

### 2013
En septembre 2013, l'attaque du centre commercial Westgate de Nairobi par un groupe se réclamant des Shebabs devient l'acte terroriste le plus meurtrier commis au Kenya par les Shebabs avec plus de 60 victimes civiles. L'aviation réplique en octobre en bombardant avec ses F-5 un camp d’entraînement des Shebabs. Dans la nuit du 9 au 10 janvier 2014, un autre raid est lancé faisant, selon les bilans, 10 ou 30 victimes par les militants  .

### 2015
Le 6 avril 2015, après le massacre de Garissa, le Kenya frappe à nouveau les Shahabs en Somalie en représailles. Deux camps d'entrainement sont visés, et, selon l'armée kenyane, détruits.

### 2016
Le 18 octobre 2016, les Shebabs mènent une offensive de grande ampleur pour prendre le contrôle d'Afgoye. Dans un communiqué, ils affirment avoir pris le contrôle de cette ville et avoir tué des dizaines de soldats somaliens. La police locale annonce le retrait des Shebabs après l'assaut ainsi que la présence de nombreuses dépouilles de soldats et de civils. 

### 2017
Le 26 mars 2017, les troupes kényanes abattent 31 islamistes lors de l'attaque de deux de leurs camps dans la région de Jubbaland, dans le sud du pays. Ils saisissent des armes, dont une dizaine de fusils d'assaut, du matériel de communication et des uniformes.